# Guillermo Werlac
Guillermo Werlac o Guillermo de Corbeil también Guillermo Werlenc, Guillaume Berlac, Guillaume Guerlenc de Corbeil y William Werlac de Mortain (Guillermo Berlac, c. 1001-1067), fue un noble normando, conde de Corbeil, Mortain y Avranches. Señor de Banestere, Calabria. Era hijo de Mauger de Corbeil y Germaine Bassenville de Corbeil.
Sus hermanos Hamon Dentatus y Waldron de Saint-Clair se posicionaron como ricardistas y no reconocieron a Guillermo el Bastardo como heredero de Roberto I de Normandía. Ambos murieron en la batalla de Val-ès-Dunes, y el nuevo duque Guillermo despojó a todos sus enemigos de sus posesiones para repartirlas entre parientes y allegados. Guillermo de Corbeil no participó, pero el duque asumió de forma trivial y arbitraria como cierto un comentario traidor para privarle de sus tierras en 1049 o 1050. Parece que fue una falsa acusación de sedición de Robert Bigod,  (caballero vasallo de Werlac) que atribuyeron a Guillermo Werlac, para apoderarse de sus propiedades dentro de una trama de conspiración y corrupción real. Orderico Vital afirmó que estaba implicado en un complot de rebelión contra el duque. Guillermo Werlac tenía setenta años en ese momento. No obstante, los conspiradores no obtuvieron su esperada recompensa que fue a parar a Roberto de Mortain, hermano del duque. Para lograr su objetivo, el duque Guillermo invitó al anciano Werlac a visitarlo como su «querido primo». Fue acompañado por un escudero para esta breve visita. Guillermo lo desterró más allá de la frontera de Normandía. La misma noche del destierro, el hermano del duque tomó posesión de la propiedad de Werlac y todo lo que contenía.

## Apulia
Sin información sobre lo que se había acordado con el rey de Francia, Werlac y su hombre continuaron a caballo por Francia y cruzaron los Alpes hasta Apulia para quedarse con su primo Roberto Guiscardo, donde fue recibido con entusiasmo por sus dotes de estadista, sabiduría y experiencia.
Apulia estaba en gran parte bajo el control normando. Los caballeros y nobles que habían viajado allí como peregrinos aprovecharon la oportunidad para establecer su propia república con doce condes elegidos por sufragio popular. Amalfi era su capital. Guiscardo le dio a Werlac el señorío de Banestere en Calabria. Pero Werlac sintió cada vez más nostalgia. Solicitó permiso del duque Guillermo para regresar a Normandía. El duque Guillermo permitió que el anciano regresara para morir en la iglesia de San Mauro en Corbeil. Murió el 27 de mayo de 1067.

## Herencia
Se casó con Mathilde de Gisors. Fruto de esa relación nacieron varios hijos. A destacar:
- Renaud [Regnault] de Pershale (de Corbeil) (c. 1035-1071). Favorito de Felipe I de Francia. Renaud fue padre de Gilbert de Corbeil.
- Bouchard II de Corbeil (c. 1022-1095)